# Erdinger
A Privatbrauerei Erdinger Weißbräu Werner Brombach GmbH (conhecida também como Erdinger Weißbräu) é uma cervejaria alemã. Sua sede é em Erding, na Alemanha. Ela é mais conhecida por fabricar Weißbiers.

## História
A Erdinger chama a si mesma de "a maior cervejaria de cervejas de trigo do mundo" (ie, 'die größte Weißbierbrauerei der Welt'). Ela está disponível em diversos lugares, e é bastante conhecida na Alemanha e também em outros lugares da Europa.
A Erdinger foi fundada em 1886 por Johann Kienle. A cerveja da Erdinger é a culinária mais famosa da cidade. Entretanto, o seu dono, Franz Bombach, que já havia comprado 14 cervejarias antes, não havia dado esse nome à cervejaria até 1949. O atual dono (desde 1975) é Werner Brombach, o filho de Franz Brombach.
Atualmente, existem nove tipos disponíveis dessa cerveja, são elas:
- Weißbier – Uma cerveja dourada (alc 5.3%)
- Dunkel - Uma cerveja escura (alc 5.6%)
- Kristallklar (clara como a água) - Uma Weißbier filtrada (alc 5.3%)
- Pikantus (picaanthus) - Uma cerveja weizenbock escura (alc 7.3%)
- Leicht (light) - Uma cerveja leve (alc 2.9%)
- Schneeweiße (neve-branca) - Uma cerveja periódica, fabricada apenas de novembro a fevereiro (alc 5.6%)
- Erdinger Champ – Uma cerveja de trigo que pode ser bebida diretamente da garrafa (alc 4.7%)
- Alkoholfrei (cerveja sem álcool) - Uma versão isenta de álcool (alc 0.4%)
- Festbier (cerveja festiva) - Uma cerveja periódica feita para o Festival de Outono, também conhecido como Volksfest.